# Konrad Boehmer
Konrad Boehmer (24. května 1941 – 4. října 2014) byl německý hudební skladatel. Narodil se v Berlíně a studoval kompozici v Kolíně u Karlheinze Stockhausena. Poté, co ude v roce 1966 dokončil studium, se usadil v Amsterdamu, kde působ il na tlumočnickém institutu. Roku 1972 se stal profesorem hudební teorie a historie na Královské konzervatoři v Haagu. Roku 2001 složil skladbu „Echelon“ pro rockovou skupinu Sonic Youth. Zemřel v Amsterdamu ve věku 73 let.